# Kambakkht Ishq
Cette page contient des caractères d'alphasyllabaires indiens. En cas de problème, consultez Aide:Unicode.
 (août 2011).
Si vous disposez d'ouvrages ou d'articles de référence ou si vous connaissez des sites web de qualité traitant du thème abordé ici, merci de compléter l'article en donnant les références utiles à sa vérifiabilité et en les liant à la section « Notes et références ».
Pour plus de détails, voir Fiche technique et Distribution.
Kambakkth Ishq (कमबख़्त इश्क़) est un film indien réalisé par Sabbir Khan (en), sorti en 2009.

## Synopsis
Viraj Shergill est un cascadeur indien à Hollywood mais lorsqu'il apprend que son frère Lucky va se marier avec Kamini il va directement à l'église pour interrompre le mariage et lui faire la morale. Au même moment Simrita, meilleure amie de Kamini et étudiante en médecine arrive pour la même raison que Viraj mais lorsqu'il entendit Simrita insulter son frère, cela provoquera une grosse dispute.
Lors d'une cascade de film, Viraj est gravement blessé et est emmené d'urgence à l'hôpital où Simrita devra l'opérer. Après l'opération, en regardant les radios elle découvre que la montre sur son poignet a accidentellement fini dans l'estomac de Viraj. Après ça elle va essayer de séduire ce dernier pour récupérer la montre mais sans s'en rendre compte elle va réellement tomber amoureux de Viraj...

## Fiche technique
- Titre : Kambakkht Ishq
- Titre hindi : कमबख़्त इश्क़
- Réalisation : Sabbir Khan (en)
- Production : Sajid Nadiadwala (en)
- Scénario : Sabbir Khan (en), Ishita Moitra (en), Kiran Kotrial
- Musique : Anu Malik
- Photographie : Vikas Sivaraman
- Costumes : Shabina Khan, Aki Nirula
- Dialogues : Anvita Dutt Guptan (en)
- Langue : hindi
- Budget : 12 500 000 $
- Pays d'origine :  Inde
- Sociétés de production : Eros International, Nadiadwala Grandson Entertainment
- Genre : comédie, action, comédie dramatique
- Durée : 142 minutes
- Date de sortie :

 Inde : 3 juillet 2009

## Distribution
- Akshay Kumar : Viraj Shergill
- Kareena Kapoor : Simrita Rai
- Amrita Arora : Kamini Sandhu
- Aftab Shivdasani (en) : Lucky Shergill
- Boman Irani : le docteur
- Kiron Kher : Tante Dolly
- Vindu Dara Singh (en) : Tiger
- Javed Jaffrey (en) : Keswani
- Arnold Schwarzenegger : lui-même
- Sylvester Stallone : lui-même
- Denise Richards : elle-même
- Brandon Routh : lui-même
- Whoopi Goldberg : elle-même

## Musique
| Titre                  | Musique          | Paroles                           | Interprète(s)                   |
| ---------------------- | ---------------- | --------------------------------- | ------------------------------- |
| Bebo                   | Anu Malik        | Anvita Dutt Guptan (en)           | Alisha Chinai                   |
| Bebo (Remix)           | Anu Malik        | Anvita Dutt Guptan (en)           | Alisha Chinai                   |
| Kambakkht Ishq         | Anu Malik        | Anvita Dutt Guptan (en)           | Kay Kay, Sunidhi Chauhan        |
| Kambakkht Ishq (Remix) | Anu Malik        | Anvita Dutt Guptan (en)           | Kay Kay, Sunidhi Chauhan        |
| Kyun                   | Anu Malik        | Anvita Dutt Guptan (en)           | Shreya Ghoshal, Shaan           |
| Kyun (Reprise)         | Anu Malik        | Anvita Dutt Guptan (en)           | Shreya Ghoshal                  |
| Lakh Lakh              | Anu Malik        | Anvita Dutt Guptan (en)           | Neeraj Shridhar (en)            |
| Lakh Lakh (Remix)      | Anu Malik        | Anvita Dutt Guptan (en)           | Eric Pillai                     |
| Om Mangalam            | RDB (en)         | RDB (en)                          | RDB (en)                        |
| Om Mangalam (Reprise)  | RDB (en)         | RDB (en)                          | RDB (en)                        |
| Welcome To Hollywood   | Sabbir Khan (en) | Suleiman Merchant, Salim Merchant | Anushka Manchandani, Karsh Kale |

## À noter
- Sylvester Stallone fait ici une apparition dans son propre rôle, collaborant pour la première fois avec Bollywood[réf. nécessaire].